# Notti blu
Notti blu è un singolo della cantante italiana Alessandra Amoroso, pubblicato l'11 novembre 2022 come secondo estratto dalla riedizione del settimo album in studio Tutto accade.

## Descrizione
Il brano ha visto Amoroso tornare a collaborare con Tropico e Zef nella produzione e scrittura del testo ed è stato reso disponibile al fine di anticipare la tournée nei palazzetti relativa all'album.

## Accoglienza
Fabio Fiume di All Music Italia ha assegnato al singolo un punteggio di 7 punti su 10, descrivendolo come una «nuova possibilità dance» per l'artista, in quanto «ballabile, un uptempo allegro; [...] sono proprio i suoni a trasportare sul dancefloor, così come i coretti che fanno tanto anni 70», giustapposta alla voce  «malinconica» dell'artista. Billboard Italia lo ha definito «frizzante e sbarazzino», accostandolo alle sonorità del film La febbre del sabato sera.
Alessandro Alicandri di TV Sorrisi e Canzoni ha affermato che Notti blu rappresenta un proseguimento della «ricerca di strade musicali nuove» per la cantante, con un progetto che «cambia le regole del gioco e in qualche modo della sua carriera». Alicandri trova Amoroso a proprio agio su melodie «disco ispirati agli anni 70 e 80» definendo un brano «morbido e coinvolgente».

## Video musicale
Il video, diretto da Lorenzo Catapano e girato a Roma, è stato reso disponibile il 18 novembre 2022 attraverso canale YouTube della cantante.

## Tracce
Testi di Davide Petrella, musiche di Stefano Tognini.
1. Notti blu – 3:34

## Classifiche
| Classifica (2022) | Posizione massima |
| ----------------- | ----------------- |
| Italia            | 68                |